# Strongylorrhinus
Strongylorrhinus är ett släkte av skalbaggar. Strongylorrhinus ingår i familjen vivlar.
Kladogram enligt Catalogue of Life:
| Strongylorrhinus | \| \| Strongylorrhinus clarki \| \| \| \| \| \| Strongylorrhinus ochraceus \| \| \| \| |
|                  | \| \| Strongylorrhinus clarki \| \| \| \| \| \| Strongylorrhinus ochraceus \| \| \| \| |
|                  | Strongylorrhinus clarki                                                                |
|                  |                                                                                        |
|                  | Strongylorrhinus ochraceus                                                             |
|                  |                                                                                        |